# Ljubav je svuda
Ljubav je svuda este o melodie ce va reprezenta Serbia la Concursul Muzical Eurovision 2013. Piesa este interpretată de grupul Moje 3